# Erich Wasicky
Erich Wasicky (ur. 27 maja 1911, zm. 28 maja 1947 w Landsberg am Lech) – zbrodniarz hitlerowski, lekarz SS w obozie koncentracyjnym Mauthausen-Gusen oraz SS-Hauptsturmführer.

## Życiorys
Austriak z pochodzenia urodzony w Wiedniu. Doktor medycyny, należał do NSDAP i SS. W latach 1941–1944 pełnił funkcję aptekarza obozowego w Mauthausen. Odpowiedzialny za selekcję niezdolnych do pracy więźniów i kierowanie ich do komór gazowych na Zamku Hartheim w ramach akcji 14f13. Następnie po wybudowaniu w Mauthausen komór gazowych Wasicky współodpowiadał za ich funkcjonowanie. Dokonywał także selekcji więźniów, przeznaczając ich na śmierć w tych komorach.
Po wojnie został osądzony w procesie załogi Mauthausen-Gusen (US vs. Johann Altfuldisch i inni) przed amerykańskim Trybunałem Wojskowym. Wasicky został za swoje zbrodnie skazany na śmierć 11 maja 1946. Wyrok wykonano przez powieszenie 28 maja 1947 w więzieniu Landsberg.